# Holocentropus dubius
Holocentropus dubius – chruścik (Insecta: Trichoptera) z rodziny Polycentropodidae. Larwy żyją w jeziorach (limnal) w strefie elodeidowej, najliczniej w jeziorach dystroficznych i jeziorach śródleśnych. Larwy są drapieżne, zjadają drobne organizmy wodne, budują lejkowate sieci łowne, połączone z mieszkalną norką. Sieć zbudowana jest z nici jedwabnych. Postacie doskonałe (imago) spotykane są w pobliżu jezior, aktywne wieczorem i w nocy, przylatują do światła. Tyrfofilny limnebiont, preferuje elodeidy oraz jeziora małe, zanikające i torfowiskowe. Larwy występują głównie w elodeidach, ale spotykane także w oczeretach i na dnie mulistym.
Gatunek eurosyberyjski.